# سنجاب پرنده دودی
سنجاب پرنده دودی (نام علمی: Pteromyscus pulverulentus) نام یک گونه از تبار سنجاب پرنده است.